# R.史奈積達
R.史奈積達(Rodney Sneijder，出生於1991年3月31日）是荷蘭的職業足球運動員，司職中場，現效力於蘇格蘭足球超级联赛登地聯。

## 外部連結
- Voetbal International profile（页面存档备份，存于） （荷兰文）
- UEFA U-19 national team profile